# العلاقات المنغولية النيكاراغوية
العلاقات المنغولية النيكاراغوية هي العلاقات الثنائية التي تجمع بين منغوليا ونيكاراغوا.

## مقارنة بين البلدين
هذه مقارنة عامة ومرجعية للدولتين:
| وجه المقارنة                                              | منغوليا         | نيكاراغوا        |
| --------------------------------------------------------- | --------------- | ---------------- |
| المساحة (كم2)                                             | 1.57 مليون      | 130.38 ألف       |
| عدد السكان (نسمة)                                         | 3.08 مليون      | 6.22 مليون       |
| الكثافة السكانية (ن./كم²)                                 | 1.96            | 47.71            |
| العاصمة                                                   | أولان باتور     | ماناغوا          |
| اللغة الرسمية                                             | اللغة المنغولية | اللغة الإسبانية  |
| العملة                                                    | توغروغ منغولي   | كوردبا نيكاراغوا |
| الناتج المحلي الإجمالي (بليون دولار)                      | 11.49 مليار     | 13.81 مليار      |
| الناتج المحلي الإجمالي (تعادل القوة الشرائية) بليون دولار | 36.16 مليار     | 31.63 مليار      |
| الناتج المحلي الإجمالي الاسمي للفرد دولار أمريكي          | 3.97 ألف        | 2.09 ألف         |
| الناتج المحلي الإجمالي للفرد دولار أمريكي                 | 11.95 ألف       | 4.92 ألف         |
| مؤشر التنمية البشرية                                      | 0.727           | 0.631            |
| رمز المكالمات الدولي                                      | +976            | +505             |
| رمز الإنترنت                                              | .mn             | .ni              |
| المنطقة الزمنية                                           | ت ع م+08:00     | 00               |

## منظمات دولية مشتركة
يشترك البلدان في عضوية مجموعة من المنظمات الدولية، منها:
| علم المنظمة | اسم المنظمة                               | تاريخ انضمام منغوليا | تاريخ انضمام نيكاراغوا |
| ----------- | ----------------------------------------- | -------------------- | ---------------------- |
|             | منظمة حظر الأسلحة الكيميائية              | ?                    | ?                      |
|             | البنك الدولي للإنشاء والتعمير             | 14 فبراير 1991       | 14 مارس 1946           |
|             | منظمة التجارة العالمية                    | ?                    | ?                      |
|             | المركز الدولي لتسوية المنازعات الاستشارية | 14 يوليو 1991        | 19 أبريل 1995          |
|             | الأمم المتحدة                             | 27 أكتوبر 1961       | 24 أكتوبر 1945         |
|             | منظمة الشرطة الجنائية الدولية             | ?                    | ?                      |
|             | وكالة ضمان الاستثمار متعدد الأطراف        | 21 يناير 1999        | 12 يونيو 1992          |
|             | يونسكو                                    | 1 نوفمبر 1962        | 22 فبراير 1952         |
|             | مؤسسة التنمية الدولية                     | 14 فبراير 1991       | 30 ديسمبر 1960         |
|             | مؤسسة التمويل الدولية                     | 14 فبراير 1991       | 20 يوليو 1956          |
|             | الاتحاد البريدي العالمي                   | ?                    | ?                      |
|             | الاتحاد الدولي للاتصالات                  | 27 أغسطس 1964        | 12 مايو 1926           |

## وصلات خارجية
- موقع وزارة الخارجية المنغولية
- موقع وزارة الخارجية النيكاراغوية